# Апостольська православна церква
Апостольська православна церква (АПЦ) ; офіційне найменування: Централізована релігійна організація «Об'єднання православних громад апостольської традиції» (ЦРВ ОПОАТ) — російське православне релігійне об'єднання поза спілкуванням з РПЦ МП. Під час заснування підтримувала канонічне спілкування з УАПЦ. Зареєстроване Міністерством юстиції Російської Федерації 6 травня 2004 року.
Засновниками Апостольської православної церкви виступили: колишній священник Російської православної церкви, відлучений від РПЦ через анафематування, Гліб Якунін, митрополит Російської істинно-православної церкви Стефан (Ліницький) і колишній позаштатний ігумен Ставропольської єпархії РПЦ Кіріак (Темерциді).

## Історія
31 січня 2000 року на пресконференції Гліба Якуніна, митрополита Стефана (Лініцького), митрополита Кіріака (Темерциді) та протоієрея Віталія Кужеватова в Національному інституті преси було оголошено декларацію про створення громадського руху «За відродження православ'я».
На основі положень декларації створили Православну церкву «Відродження», 13 травня 2000 року перейменовано на Апостольську православну церкву (АПЦ).
30 квітня 2004 АПЦ зареєстрували в Мін'юсті Росії під офіційною назвою Централізована релігійна організація «Об'єднання православних громад апостольської традиції».

## Сучасний стан
Общини АПЦ існують у Москві, Санкт-Петербурзі, у Волгограді та області, у Саратові, у Пскові, у Таганрозі, у Бурятії, у Красноярському та Забайкальському краях, в Іркутській області, регулярно реєструються нові громади у різних містах та країнах. За межами міжнародно визнаних кордонів Росії громади є на території окупованого у 2014 році Криму, у Києві (Україна), у Німеччині, у країнах Африки, Північної та Південної Америк.
22 листопада 2015 року єпископи АПЦ Володимир (Мочарник) та Олег (Ведмеденко) з благословення священноначалія АПЦ оголосили про створення автокефальної Української незалежної апостольської православної церкви (УНАПЦ). Ведмеденка було обрано предстоятелем церкви з титулом митрополита всієї України.
У Східному Сибіру громади АПЦ спочатку розвивалися бурятською гілкою БАМа, але невдовзі вийшли межі Бурятії. Групи АПЦ стали з'являтися в Красноярському краї та Іркутській області.
До 23 березня 2022 року керівником ЦРВ «Об'єднання Православних Общин Апостольської Традиції» вважався Кужеватов Віталій Юрійович.
Проте вже з 23 березня 2022 року керівником даного ЦРВ вважається архієпископ Міхнов-Вайтенко Григорій Олександрович, який на той момент офіційно обіймав посаду керівника справами ЦРВ ОПОАТ. 29 квітня 2023 року відбулася позачергова сесія Собору Апостольської Православної Церкви. У зв'язку з поданим проханням про вшанування митрополита Віталія Кужеватова, сесія була присвячена виборам нового Предстоятеля АПЦ. Шляхом відкритого голосування новим Предстоятелем АПЦ одноголосно обрали архієпископа Григорія.

## Єпископат
Віталія Кужеватова в єпископи поставлено 7 травня 2000 р. собором єпископів на чолі з митрополитом Стефаном (Ліницьким). Стефан (Ліницький) був поставлений на єпископи 17 грудня 1996 р. у Тернополі собором єпископів УАПЦ на чолі з єпископом Мефодієм (Кудряковим).
Не пізніше 2018 року до АПЦ приєднався митрополит Михаїл, в миру Майкл Дуайт Кіркланд (Michael Dwight Kirkland), раніше - єпископ Колумбусу і Огайо, 1952 року народження, громадянин США. За його участю в 2005 році була заснована Українська автокефальна православна церква канонічна, початкова назва - соборноправна.
Єпископат АПЦ станом на квітень 2018 року:
- Діонісій Агапов, митрополит Сибірський та Далекосхідний;
- Авдій (Привалов), єпископ Львівський;
- Арсеній (Зубаков), єпископ Віденський, пізніше відокремився від АПЦ та створив самостійну Австрійську Православну Церкву.

Згідно з інтернет-ресурсами АПЦ, далі в єпископаті цієї конфесії згадувалися:
- Гонсало Хіральдо єпископ, Західний обряд;
- Афтімос Сінклер, архієпископ та головний радник предстоятеля AПЦ у Північній Америці;
- Григорій Міхнов-Вайтенко, єпископ Варязький та Балтійський (з 2015 року);
- Вонифатій Рижов, єпископ Донський та Південноросійський (у 2021 році залишив АПЦ);
- Михайло (Комалрам), єпископ Гессенський та Біхарський;[7].
- Олександр (Глущенко), єпископ Дідовський.
- Феодосій (Чернійкін), єпископ Новосибірський з 2022 року.
- Софроній (Мурадов), єпископ Донський та Азовський з 2022 року.

В даний час у Росії є двоє архієпископів АПЦ:
- Григорій Міхнов-Вайтенко (син поета Олександра Галича), Архієпископ Варязький та Балтійський, Предстоятель Апостольської Православної Церкви;
- Віталій (Кужеватов), колишній предстоятель Апостольської православної церкви, архієпископ на спокої.

Неодноразово звертався з проханнями про прийом до АПЦ ієрарх РПКЦ Олексій (Кіріархіс), який приєднався у 2017 році до Всеросійської митрополії РПКЦ. . Однак отримував відмову від колишнього предстоятеля Віталія Кужеватова. Згідно з повідомленням офіційного інтернет-ресурсу, Апостольською православною церквою в особі предстоятеля останньої — архієпископа Григорія (Михнова-Вайтенко) — 24 травня 2023 Алексій (Кіріархіс), з визнанням за ним сану архієпископа Сурозького і Таврійського, прийнятий з титулом екзарха місіонерської Согдійської митрополії, з центром у місті Самарканд (Узбекистан). Кірірахіс неодноразово виявляв бажання емігрувати в Україну, він має богословський диплом Ужгородської української богословської академії.

## Українські відгалуження АПЦ
Від АПЦ мають походження наступні православні течії України:
- Українська істинно-православна церква;
- Українська апостольська православна церква.

Також у 2019 році до АПЦ в Україні приєднався архієпископ Палермський і всієї Італії Лоренцо (Касаті). .
Судячи з усього, автономну діяльність з підпорядкуванням Московській митрополії АПЦ проводить єпископ з титулом "Львівський" Авдій, в миру - Володимир Привалов, який починав свою діяльність в "АПЦ Бурятії", але не пізніше 2017 року через початок гонінь емігрував з Росії в Україну.